# Münchenstein
Münchenstein is een gemeente en plaats in het Zwitserse kanton Basel-Landschaft, en maakt deel uit van het district Arlesheim.
Münchenstein telt 11.688 inwoners.
Op de heuvel boven het dorp troont de ruïne van de Burg Münchenstein, waarvan de ontstaansgeschiedenis teruggaat tot in de 13e eeuw.

## Treinramp
Op 14 juni 1891 vond in Münchenstein de tot nu toe grootste treinramp van Zwitserland plaats. Een trein van de Jura-Simplon-Bahn met 550 passagiers zakte door een spoorbrug en stortte in de rivier de Birs, waarbij 73 doden en 170 gewonden vielen.